# Gilberto Roman
Gilberto Roman (* 29. November 1961 in Mexicali, Mexiko; † 27. Juni 1990) war ein mexikanischer Boxer im Superfliegengewicht.

## Profikarriere
Am 30. März 1986 boxte er gegen Jirō Watanabe um den Weltmeistertitel des Verbandes WBC und siegte durch einstimmige Punktrichterentscheidung. Diesen Titel verteidigte er insgesamt sechs Mal und verlor ihn im Mai des darauffolgenden Jahres an Santos Benigno Laciar durch Knockout.
Im April des darauffolgenden Jahres konnte er diesen Gürtel allerdings erneut erringen, als er Sugar Baby Rojas durch einstimmigen Beschluss bezwang. Diesen Titel verteidigte er diesmal fünf Mal hintereinander und verlor ihn am 7. November 1989 gegen Nana Yaw Konadu kar und einstimmig nach Punkten. 
Im Jahr darauf beendete Roman seine Karriere.